# Varicosporium elodeae
Varicosporium elodeae är en svampart som beskrevs av W. Kegel 1906. Varicosporium elodeae ingår i släktet Varicosporium och familjen Helotiaceae.   Inga underarter finns listade i Catalogue of Life.